# Simón de la montaña
Simón de la montaña es una película de drama y coming-of-age de 2024 dirigida por Federico Luis. Se trata de una coproducción internacional entre Argentina, Chile y Uruguay. Está protagonizada por Lorenzo Ferro, Kiara Supini, Alma Echenique González y Pehuén Pedre. La película se estrenó mundialmente el 15 de mayo de 2024 durante el Festival de Cine de Cannes, mientras que su estreno en las salas de cines de Argentina fue el 31 de octubre de 2024.

## Sinopsis
Sigue la vida de Simón, un joven de 21 años que vive en un pueblo pequeño de la Patagonia y trabaja como ayudante de mudanzas junto a la pareja de su madre, sin embargo, Simón está cansado de lidiar con los problemas familiares y experimenta una falta de sentido de pertenencia en los lugares que frecuenta, hasta que un día, a escondidas de sus padres, comienza a asistir a una escuela, donde se integra en un grupo de personas con discapacidad cognitiva haciéndose pasar como uno de ellos tras quedarse cautivado por sus personalidades.

## Reparto
- Lorenzo Ferro como Simón
- Kiara Supini como Colo
- Pehuén Pedre como Pehuén
- Laura Nevole como Mamá de Simón
- Agustín Toscano como Agustín
- Camila Hirane como Lucy

## Recepción

### Comentarios de la crítica
En el sitio web del agregador de reseñas Rotten Tomatoes, la película tiene un índice de aprobación del 87% basado en quince reseñas, con una calificación promedio de 6.90/10. Alissa Simon de Variety señaló «filmada con sensibilidad, Simón de la montaña parece impulsada por el objetivo de incomodar al público y obligarlo a lidiar con esos sentimientos». Stephanie Bunbury de Deadline Hollywood describió a la película como «conmovedora, desconcertante y completamente original» y destacó que «Lorenzo Ferro está extraordinario como Simón».
En una reseña para la revista Rolling Stone, Bartolomé Armentano escribió que «uno de los placeres de Simón de la montaña radica en ver cómo Ferro asimila en tiempo real las expresiones de sus compañeros».

### Premios y nominaciones
| Festival/Premio                                 | Fecha del evento                  | Categoría                                   | Receptor            | Resultado     | Ref.          |
| ----------------------------------------------- | --------------------------------- | ------------------------------------------- | ------------------- | ------------- | ------------- |
| Festival de Cannes                              | 14 al 25 de mayo de 2024          | Cámara de Oro                               | Federico Luis       | Nominado      | [ 10 ]        |
| Festival de Cannes                              | 14 al 25 de mayo de 2024          | Gran premio de la semana de la crítica      | Federico Luis       | Ganador       | [ 10 ]        |
| Festival Internacional de Cine de Múnich        | 28 de junio al 7 de julio de 2024 | Mejor película revelación internacional     | Simón de la montaña | Ganador       | [ 11 ]        |
| Festival de Cine de Lima                        | 8 al 17 de agosto de 2024         | Mejor película                              | Simón de la montaña | Ganador       | [ 12 ]        |
| Festival de Cine de Lima                        | 8 al 17 de agosto de 2024         | Mención honrosa                             | Simón de la montaña | Ganador       | [ 12 ]        |
| Festival de Cine de Lima                        | 8 al 17 de agosto de 2024         | Mejor actor                                 | Lorenzo Ferro       | Ganador       | [ 12 ]        |
| Santiago Festival Internacional de Cine         | 18 al 25 de agosto de 2024        | Mejor película                              | Simón de la montaña | Nominado      | [ 13 ]        |
| Santiago Festival Internacional de Cine         | 18 al 25 de agosto de 2024        | Mejor actor                                 | Lorenzo Ferro       | Ganador       | [ 13 ]        |
| Festival Internacional de Cine de San Sebastián | 20 al 28 de septiembre de 2024    | Horizontes latinos                          | Simón de la montaña | Participación | [ 14 ]        |
| Premios Cóndor de Plata                         | 20 de febrero de 2025             | Mejor ópera prima                           | Simón de la montaña | Ganador       | [ 15 ]        |
| Premios Cóndor de Plata                         | 20 de febrero de 2025             | Mejor actor                                 | Lorenzo Ferro       | Nominado      | [ 15 ]        |
| Premios Cóndor de Plata                         | 20 de febrero de 2025             | Mejor actor de reparto                      | Pehuén Pedre        | Nominado      | [ 15 ]        |
| Premios Cóndor de Plata                         | 20 de febrero de 2025             | Revelación masculina                        | Pehuén Pedre        | Nominado      | [ 15 ]        |
| Premios Cóndor de Plata                         | 20 de febrero de 2025             | Mejor fotografía                            | Marcos Hastrup      | Nominado      | [ 15 ]        |
| Premios Cóndor de Plata                         | 20 de febrero de 2025             | Mejor dirección de casting                  | Alexia Salguero     | Nominada      | [ 15 ]        |
| Premios Platino                                 | 27 de abril de 2025               | Mejor ópera prima de ficción iberoamericana | Simón de la montaña | Nominado      | [ 16 ]        |
| Premios Sur                                     | 23 de julio de 2025               | Mejor ópera prima                           | Simón de la montaña | Nominado      | [ 17 ] [ 18 ] |
| Premios Sur                                     | 23 de julio de 2025               | Mejor actor                                 | Lorenzo Ferro       | Nominado      | [ 17 ] [ 18 ] |
| Premios Sur                                     | 23 de julio de 2025               | Mejor actor revelación                      | Pehuén Pedre        | Ganador       | [ 17 ] [ 18 ] |